# 李培之 (教育家)

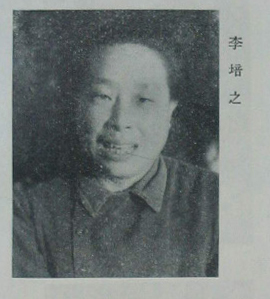

李培之（1904年—1994年），女，河北赤城人，中华人民共和国政治人物，中国人民大学原监委书记、副校长。王若飞夫人。

## 生平
1954年，当选第一届全国人民代表大会代表。